# 汉斯·西蒙松
汉斯·西蒙松（瑞典語：Hans Simonsson，1962年5月1日—），瑞典前男子网球运动员。他曾在1983年法国网球公开赛上搭档安德斯·耶吕德获得男子双打冠军。他在25岁时退役。